# Seleuș
Seleuș is een Roemeense gemeente in het district Arad.
Seleuș telt 3091 inwoners.